# Coroação da Virgem (Fra Angelico, Uffizi)
Coroação da Virgem é uma pintura do episódio da Coroação da Virgem feita pelo mestre pintor italiano do início da Renascença, Fra Angelico, feita por volta de 1432. Encontra-se hoje na Galleria degli Uffizi em Florença. O artista executou outra Coroação da Virgem (c. 1434-1435), que hoje está exposta no Museu do Louvre em Paris.

## História
Menciona-se a autoria da obra por Fra Angelico num manuscrito da Biblioteca Nazionale di Firenze, e Giorgio Vasari descreve a sua localização na igreja de Sant'Egidio em Florença. Dois painéis da predela que fizeram parte do conjunto são conhecidos: retratam o casamento e o funeral da Virgem e podem ser vistos hoje no museu de San Marco (Florença).

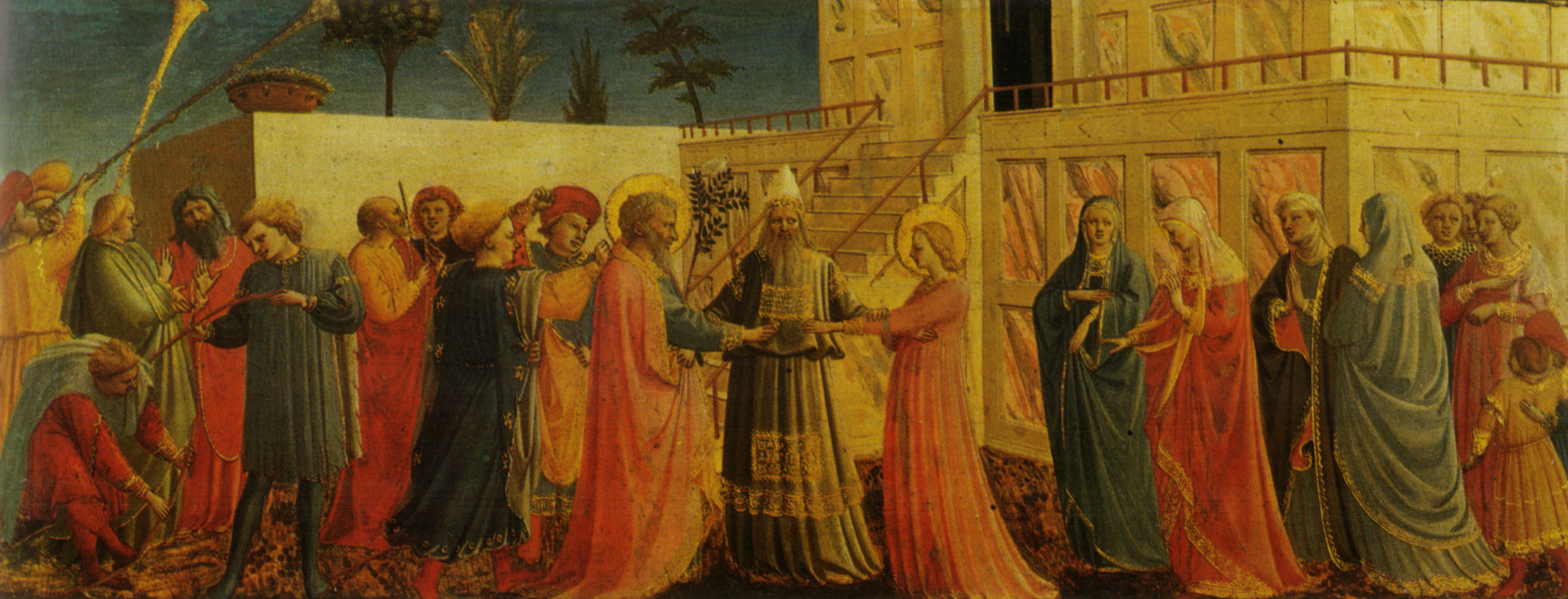
Pormenor da predela com o Casamento da Virgem.

O retábulo para o altar chegou aos Uffizi em 1825. O enquadramento data dessa época.

## Descrição
A obra tem um fundo brilhante, herança da pintura medieval, sobre o qual um pequeno paraíso é representado, lugar da coroação.
Cristo é retratado a coroar a Virgem: ambos estão rodeados por raios (executados por uma técnica de gravura sobre o fundo brilhante) que simbolizam a luz divina. Tal como em outras obras de Fra Angelico, a pintura tem um tom místico, com uma grande multidão de santos, anjos e outras figuras. À esquerda, no fundo, está Santo Egídio, titular da igreja que originalmente acolhia a obra. O seu rosto é talvez modelado sobre o de Antonino Pierozzi, o antigo prior do convento de San Marco, ao qual Fra Angelico pertencia. É seguido por Zenóbio de Florença, São Francisco de Assis e São Domingos. Do lado direito estão figuras santas femininas: entre elas Maria MAdalena, ajoelhada. No fundo estão anjos músicos.
A estrutura da obra e o uso de cores brilhantes mostra a influência do mestre de Fra Angelico, Lorenzo Monaco, que também fez outra Coroação da Virgem, que está exposta nos Uffizi.